# Römisch-katholische Kirche in der Republik Moldau
Die römisch-katholische Kirche in der Republik Moldau ist eine Diasporakirche in der Republik Moldau. Die große Mehrheit der Bevölkerung des Landes, über 90 Prozent, gehört dort der Moldauischen Orthodoxen Kirche und der Orthodoxen Kirche Bessarabiens an. Apostolischer Nuntius ist seit Februar 2024 Erzbischof Giampiero Gloder.

## Struktur
Die im Jahre 1993 errichtete Apostolische Administratur, die aus Teilgebieten der beiden Bistümer Iași und Tiraspol gebildet wurde, wurde am 27. Oktober 2001 zum Bistum Chișinău erhoben.

### Pfarreien des Bistums Chișinău
Die rund 20.000 römisch-katholischen Christen in Moldau werden in zwanzig Pfarreien pastoral betreut, einschließlich einer Pfarrei für die griechisch-katholischen Christen.
- Zentraldekanat  (rumänisch Decanatul de Centru)
  - Pfarrei „Divină Providence“ (rumänisch Parohia „Providența Divină”), Chișinău
  - Pfarrei "Saint Alois Scrosoppi“ (rumänisch Parohia „Sfântul Alois Scrosoppi”), Chișinău
  - Pfarrei "Heilige Jungfrau Maria, Hilfe der Christen“ (rumänisch Parohia „Sfânta Fecioară Maria, Ajutorul Creștinilor”), Chișinău
  - Griechisch-katholische Pfarrei „Der Schutz der Gottesmutter“ (rumänisch Parohia Greco-Catolică „Acoperământul Maicii Domnului”), Chișinău
  - Pfarrei "Heiliger Antonius von Padua“ (rumänisch Parohia „Sfântul Anton de Padova”), Crețoaia
  - Pfarrei "Himmelfahrt der Jungfrau Maria“ (rumänisch Parohia „Adormirea Maicii Domnului”), Orhei
  - Pfarrei „Heiliges Herz Jesu“ (rumänisch Parohia „Preasfânta Inimă a lui Isus”), Stăuceni
  - Pfarrei "St. Ana“ (rumänisch Parohia „Sfânta Ana”), Ungheni

- Norddekanat  (rumänisch Decanatul de Nord)
  - Pfarrei "Sfinții Archangeli“ (rumänisch Parohia „Sfinţii Arhangheli”), Bălți
  - Pfarrei "Divine Endurare“ (rumänisch Parohia „Divina Îndurare”), Cupcini
  - Pfarrei „Geburt Johannes des Täufers“ (rumänisch Parohia „Nașterea Sfântului Ioan Botezătorul”), Glodeni
  - Pfarrei "Die Geburt der Heiligen Jungfrau Maria“ (rumänisch Parohia „Nașterea Sfintei Fecioare Maria”), Grigorăuca
  - Pfarrei "Heiliger Franziskus von Assisi“ (rumänisch Parohia „Sfântul Francisc de Assisi”), Rîșcani
  - Pfarrei "Regina Sfântului Rozariu“ (rumänisch Parohia „Regina Sfântului Rozariu”), Stârcea

- Dekanat von Transnistrien (rumänisch Decanatul de Transnistria)
  - Pfarrei "Kreuzerhöhung“ (rumänisch Parohia „Înălțarea Sfintei Cruci”), Bender
  - Pfarrei "Saint Caetan“ (rumänisch Parohia „Sfântul Caetan”), Rașcov
  - Pfarrei „Heilige Jungfrau Maria, Immerwährende Hilfe“ (rumänisch Parohia „Sfânta Fecioară Maria, Ajutorul perpetuu”), Camenca
  - Pfarrei „Saint Marta“ (rumänisch Parohia „Sfânta Marta”), Slobozia Rașcov
  - Pfarrei "Saint Joseph“ (rumänisch Parohia „Sfântul Iosif”), Rîbnița
  - Pfarrei „Heilige Dreifaltigkeit“ (rumänisch Parohia „Sfânta Treime”), Tiraspol